# 一中一台
一中一台（英語：one China, one Taiwan），即“一个中国，一个台湾”，是中华人民共和国政府對於其反对之海峽兩岸關係論述的觀點。中华人民共和国認為台灣為中国的領土，中华人民共和国政府是代表全中国的唯一合法政府，反对“台湾与中国是独立的两个主權國家”的看法，并认为属于「台獨」的形式之一。此類論述常與兩個中國并列為中华人民共和国政府所反對的“臺獨”主張。
“一中一台”论者認為台灣海峽兩岸是兩個主權分治的國家，一邊是擁有中國代表權的中華人民共和國，另一邊則是擁有獨立主权的台灣。在這個觀點下，發展出特殊的國與國關係、中華民國是台灣、一邊一國等強調台灣在政治上之獨立性的政治主張。中華人民共和國官方認為這違反一個中國原則，批評這是台灣獨立運動人士煽動的分離主義，歸類為台獨。
這個觀點與兩個中國不同，主要的區別在於，持兩個中國論者認為，中華民國與中華人民共和國是兩個同等的政治實體，同時都擁有中國主權。一中一台論者則認為，承認世界上只有一個中國，即中華人民共和國，而另一邊為不代表中國的中華民國，認為台灣不屬於中華人民共和國，因此將兩岸關係定位為國際關係。

## 民调
這個觀點是許多台灣民眾認為的台海現狀。根據台灣民調指標公司在2015年10月15日發布的定期民調，有69.3%的民眾認為兩岸現狀是一邊一國的關係，有69%的民眾認為兩岸是一中一台的關係。